# 马特·迈耶
马修·S·迈耶（英語：Matthew S. Meyer，1971年9月29日—）为美国律师及民主党籍政治人物，曾于2017年至2025年担任第11任纽卡斯尔县行政长官。迈耶参加了2024年特拉华州州长选举，在决选中击败了共和党人迈克·拉蒙，接替了因任期限制而无法再度连任的特拉华州州长约翰·卡尼。

## 早年生活及教育
迈耶出生于密歇根州贝城，在特拉华州威尔明顿长大。他毕业于威尔明顿友谊学校、布朗大学（政治学和计算机科学专业，以优异成绩毕业）和密歇根大学法学院（在此期间曾担任《密歇根法律评论》成员）。
迈耶在1988年就读威尔明顿友谊学校高中期间，曾参与时任联邦参议员乔·拜登的第一次总统竞选活动。随后他在布朗大学就读期间参与了1990年新贵布鲁斯·桑德伦的州长竞选活动，最终桑德伦成功当选州长。

## 职业生涯
迈耶加入了“为美国而教”组织，并在华盛顿特区的公立学校任教三年。他还曾在位于威尔明顿的普雷斯蒂奇学院任教。他从法学院毕业后获得了世达奖学金，并利用该笔奖学金在威尔明顿的社区进行法律援助工作。随后他担任律师，在辛普森·撒切尔&巴特利特律师事务所从事并购业务。他曾担任美国国务院驻伊拉克外交官，在伊拉克摩苏尔担任高级经济顾问，与负责军事和经济援助的领导人合作协助伊拉克人民。后来他担任特拉华州州长杰克·马凯尔的经济顾问，并担任波托马克律师集团的合伙人。迈耶于2003年在华盛顿哥伦比亚特区 约翰·肯尼迪表演艺术中心被授予山姆·比尔德·杰斐逊奖，以表彰35岁及以下且做出最伟大的公共服务之个人。而在同一场颁奖典礼上，康多莉扎·赖斯获得了杰斐逊奖。

## 纽卡斯尔县行政长官

### 选举
在2016年纽卡斯尔县行政长官的民主党初选中，迈耶的竞选重点是诚信和经济政策。9月13日，迈耶击以52%的得票率败连任三届的现任行政长官汤姆·戈登。迈耶在11月的决选中以67%的得票率击败共和党人马克·布莱克，随后2017年1月3日就职。
在2020年初选中，迈耶面临着中立派玛吉·琼斯的挑战。迈耶在7月份被指控向两位支持其初选对手的市长进行了电话“挑衅”。埃尔斯米尔市长埃里克·斯科特·汤普森和纽瓦克市长杰里·克利夫顿表示，迈耶与他们的电话交谈非常激烈，他们觉得这位行政长官对他们的社区发出了威胁，称他“会记住这件事”。迈耶拒绝具体回应这些指控。9月15日，迈耶以57%的得票率击败琼斯后赢得民主党提名，他在大选中没有遇到对手。

### 任内
迈耶选出了纽卡斯尔县警察局106年历史上第一位非裔警察局长和首席行政官。
全国县级协会和国家公共行政学院关于联邦《关怀法案》资金使用情况的联合报告表彰了纽卡斯尔县 “在部署冠状病毒救助基金资金时采用的创新战略，特别关注侧重于包容性经济复苏以及帮助弱势群体和得不到充分服务的人群的计划”。在2020年7月为《新闻周刊》撰写的一篇社论中，迈耶主张在新冠疫情期间让全体师生秋季返校。
2020年10月，纽卡斯尔县在拍卖会上以1950万美元的中标价购买了前喜来登南酒店，这笔交易使用了使用了《关怀法案》的资金。该酒店可容纳350名以上的居民，已于2020年12月正式开放。
迈耶作为短片《回家之路》的执行制片人，获得了2022年中大西洋艾美奖“社会关注、长篇”类别的地区艾美奖。该片记录了希望中心的起源和第一年的故事，希望中心是纽卡斯尔县在新冠疫情期间为无家可归者开设的一家由酒店改建而成的收容所。

## 2024年州长选举
迈耶作为已担任两届的县行政长官，其任期被限制为连续两届。迈耶普遍被视为2024年特拉华州州长民主党提名的领跑者，并于2023年6月6日宣布参加竞选。2024年9月10日，他在初选中击败特拉华州现任副州长 贝萨妮·霍尔-朗成为民主党候选人。他在大选中击败了共和党挑战者迈克·拉蒙。迈耶的竞选纲领遵循进步主义，其既定目标包括普及学前教育、普及免费校餐、取消医疗债务、警察问责制以及州宪法修正案赋予堕胎权。

## 政治立场
2017年5月，迈耶发布行政命令，禁止纽卡斯尔县执法部门因移民身份而拦截、询问、搜查或逮捕个人，并禁止县官员协助联邦对移民执法，这使得纽卡斯尔县成为实际上的庇护县。迈耶在谈到该行政命令时表示：“我们县警察的职责是保护我们所有人安全。他们的工作不是执行和实施美国的移民法，图书馆管理员或其他县政府工作人员的职责也不是。”
迈耶是大麻合法化的倡导者，他于2022年撰文批评州长约翰·卡尼否决特拉华州大麻合法化法案的决定，并鼓励州议会推翻卡尼的否决权。
迈耶支持每小时15美元的最低工资，并将该县工人的最低薪提高到15美元。
在州长约翰·卡尼否决了将协助绝症患者自杀合法化的法案后，迈耶对此提出了批评，并表示将再次推动该法案的通过，如果他当选州长的话将会签署该法案。
2017年及2019年，迈耶因合同谈判出现分歧而面临警察工会的抗议。迈耶回应说："我不会让工会高级领导层的工资增幅超过工会会员的两倍或三倍。这是我代表全县纳税人划定的底线"。迈耶支持“Black Lives Matter”运动，并表示支持对杀害手无寸铁的黑人男子乔治·弗洛伊德的警察德里克·肖万做出有罪判决。
在2021年30岁的莱蒙德·摩西被警察杀害后，迈耶不顾警察工会的要求，下令公布执法记录仪录像，称纽卡斯尔县居民有“知情权”。摩西的家人支持迈耶的决定。

## 个人生活
迈耶与妻子劳伦和儿子住在特拉华州威尔明顿。迈耶是犹太人。